# Iamamiwhoami
iamamiwhoami è il nome di un progetto audiovisivo portato avanti dalla cantautrice svedese Jonna Lee e dal produttore discografico svedese Claes Björklund. Collaborano con loro per i progetti visivi il regista Robin Kempe-Bergman, lo scenografo Agustín Moreaux, il fotografo John Strandh e il costumista Mathieu Mirano.
I videoclip del gruppo hanno avuto, soprattutto nelle fasi iniziali, diffusione virale e hanno raccolto complessivamente oltre cento milioni di visualizzazioni sul portale YouTube e non solo.

## Carriera
Il collettivo di artisti inizia a farsi conoscere su YouTube alla fine del 2009 quando pubblicano diversi videoclip surreali dalla durata molto breve, inferiore al minuto. I video vengono caricati in maniera anonima dall'utente iamamiwhoami. Il genere musicale di questi video spazia dalla musica elettronica al rock alternativo, passando per la musica sperimentale, il tutto accompagnato dalla voce distorta di una donna.
I primi sei video hanno come titolo una serie di numeri che, traslitterati in alfabeto latino, formano le seguenti parole: educational, I am, its me, mandragora, officinarum, welcome home. Gli stessi video si concludono con il disegno di un animale. Durante il periodo di pubblicazione di questi video, il giornalista di MTV James Montgomery ricevette un pacco contenente una ciocca di capelli biondi, un pezzo di corteccia di albero ed un pittogramma di sei animali con scritto says what?.
Il settimo video pubblicato sul canale YouTube di iamamiwhoami fu invece intitolato con la lettera b e mostra una figura femminile avvolta nel cellophane che si esibisce cantando e suonando per un pubblico di tre uomini. A partire da questo video viene pubblicata una seconda "serie" di clip portata avanti per tutto il 2010 con titoli costituiti da lettere (o, u-1, u-2, n, t e y). I relativi brani furono contemporaneamente pubblicati come singoli esclusivamente per la distribuzione digitale. Nel novembre 2010 viene pubblicato in streaming il mediometraggio IN CONCERT, che vede il gruppo esibirsi in una foresta con la partecipazione di un fan come unico spettatore, selezionato tra il pubblico online e conosciuto con il nome utente di ShootUpTheStation. Il 4 dicembre 2010 IN CONCERT viene distribuito in formato digitale su iTunes Store e Amazon.
Nell'agosto 2011 il gruppo si esibisce per la prima volta dal vivo a Göteborg per il festival Way Out West.
Nel febbraio 2012 ritornano attivi sul web con il video kin 20120611. Nel giugno 2012 viene pubblicato il primo album intitolato kin. Il disco viene diffuso non solo in DVD, ma anche in digitale, CD e LP.
Sono presenti nove tracce e altrettanti video pubblicati gradualmente dal 14 febbraio al 5 giugno 2012. Il disco è stato pubblicato e prodotto dallo stesso duo e diffuso attraverso Cooperative Music.
Il secondo lavoro discografico, dal titolo bounty, raccoglie in realtà i primi lavori del gruppo, quelli pubblicati negli anni 2010 e 2011. Contiene infatti i brani pubblicati tra marzo e agosto 2010 e due capitoli conclusivi (; john e clump) diffusi tra maggio e luglio 2011. Il disco, distribuito da Cooperative Music nei formati digitale, CD+DVD e LP+DVD, è uscito il 3 giugno 2013.
Nel gennaio 2014 viene pubblicato il singolo fountain, seguito da altri brani ed altrettanti "capitoli" in formato video nei mesi seguenti. Questa nuova serie prelude alla realizzazione di un terzo disco, BLUE, pubblicato nel novembre 2014 per l'etichetta indipendente To whom it may concern. 
Nel marzo 2017 la cantante Jonna Lee presenta il progetto solista con il nome d'arte ionnalee, dichiarando ufficialmente in pausa il progetto iamamiwhoami. Il 31 marzo 2022 il gruppo riprende le attività con l'annuncio del nuovo album Be Here Soon, pubblicato il 3 giugno 2022, anticipato dal singolo don't wait for me. 

## Discografia
Album studio
- kin (2012)
- bounty (2013)
- BLUE (2014)
- Be Here Soon (2022)

Album dal vivo
- IN CONCERT (2010)
- CONCERT IN BLUE (2015)
- KONSERT (2021)

Raccolte
- KRONOLOGI (2020)

## Premi
- Grammis Årets innovatör ("Rivelazione dell'anno") - 2011
- BBC Radio 6 Music "Best Tease of the Past 12 Months" - 2012
- MTV O Music Awards "Digital Genius" - 2012

## Formazione
- Jonna Lee - voce, autrice, performer, produttrice, regista
- Claes Björklund - produzione, programmazione, autore, polistrumentista
- John Strandh - fotografo, regista
- Robin Kempe-Bergman - regista (2009-2013)
- Agustín Moreaux - scenografo (2009-2014)
- Mathieu Mirano - costumista (2014-2015)